# The Song Remains Not the Same
| Recensione | Giudizio |
| ---------- | -------- |
| AllMusic   |          |

The Song Remains Not the Same è una raccolta del gruppo musicale statunitense Black Label Society, pubblicato nel 2011.

## Il disco
Il disco è una raccolta di brani della band in versione acustica e cover. Il titolo è un chiaro riferimento ai Led Zeppelin (The Song Remains the Same), una delle band preferite da Zakk Wylde.

## Tracce
1. Overlord – 5:06
2. Parade of the Dead – 3:55
3. Riders of the Damned – 3:46
4. Darkest Days – 4:05
5. Juniors Eyes – 5:26 – (Black Sabbath cover)
6. Helpless – 4:36 – (Crosby, Stills, Nash & Young cover)
7. Bridge Over Troubled Water – 3:42 – (Simon & Garfunkel cover)
8. Can't Find My Way Home – 3:38 – (Blind Faith cover)
9. Darkest Days (John Rich album version) – 4:04
10. The First Noel – 2:54

## Formazione
- Zakk Wylde – voce, chitarra, pianoforte
- Nick "ET" Catanese – chitarra
- John DeServio – basso, cori
- Will Hunt – batteria

### Produzione
- Adam Klumpp – ingegnere del suono, missaggio
- George Marino – mastering

## Classifiche
| Classifica             | Posizione migliore |
| ---------------------- | ------------------ |
| The Billboard 200      | 41                 |
| Top Hard Rock Albums   | 2                  |
| Top Independent Albums | 6                  |
| Top Rock Albums        | 11                 |